# رود سارو
رود سارو (به لاتین: Saru River) یک رود در ژاپن است که در Hokkaido Prefecture واقع شده‌است.